# Anolis laevis
Espèce
Synonymes
- Scytomycterus laevis Cope, 1875
- Dactyloa laevis (Cope, 1875)

Anolis laevis est une espèce de sauriens de la famille des Dactyloidae.

## Répartition
Cette espèce est endémique de la région de San Martín au Pérou.

## Publication originale
- Cope, 1875 : Report on the Reptiles brought by Professor James Orton from the middle and upper Amazon and western Peru. Journal of the Academy of Natural Sciences of Philadelphia, sér. 2, vol. 8, p. 159-183 (texte intégral).